# سعيد مخلوف
سعيد مخلوف نحات سوري من مواليد 1925 بستان الباشا في محافظة اللاذقية وحامل وسام الاستحقاق السوري من الدرجة الأولى. أعماله معروضة في المتحف الوطني بدمشق، مدينة معرض دمشق الدولي، القصر الجمهوري باللاذقية، مطار دمشق الدولي إضافة إلى مجموعات خاصة ضمن الأراضي السورية وفي أوروبا والولايات المتحدة. توفي في العام 2000 في العاصمة السورية دمشق.

## مسيرته
كان عمره خمسة وثلاثين عاماً عندما تفرغ للنحت، وكان أقرانه يعجبون من أنه ينفذ أعماله بسرعة هائلة، خصوصاً عندما يعمل إزميله في جذوع الأشجار، كان يحرص دوماً على إظهار فخره بانتمائه إلى الحزب القومي السوري خصوصاً بعد زيارة زعيم الحزب القومي السوري ومؤسسه أنطوان سعادة لدارة آل مخلوف في القرية، وهذا مما زاد تمسكه بهذا الحزب ورسالته، ولذلك نرى العديد من أعماله التي تدل على صراع كبير بين فكره اللاطائفي والواقع.